# Эйкман, Роберт
Ро́берт Э́йкман (англ. Robert Fordyce Aickman, 27 июня 1914 — 26 февраля 1981) — английский писатель, известный сборниками рассказов в жанре хоррора или историй с привидениями (ghost stories). Сам Эйкман, однако, был против такой строгой жанровой классификации и предпочитал называть свои произведения «странными рассказами» (strange stories).

## Биография
Роберт Фордайс Эйкман родился в Лондоне, в семье архитектора Уильяма Артура Эйкмана. Его дед по материнской линии, Бернард Хелдманн, был плодовитым писателем, известным под псевдонимом Ричард Марш (англ. Richard Marsh), автором нашумевшего в своё время мистического романа «Жук» (The Beetle, 1897).
На мировоззрение и характер Эйкмана повлияли сложные и конфликтные взаимоотношения родителей, а также общий упадок в обществе и среднем классе (upper middle class) в период между двумя мировыми войнами. Уже в молодости Эйкман придерживался строго консервативных взглядов и до конца жизни оставался убеждён, что цивилизованное человеческое общество прекратило своё существование в 1914 году.
На эстетические взгляды Эйкмана заметное влияние оказало раннее увлечение театром, которое сохранилось на всю жизнь, и музыкой, прежде всего оперой. Кроме того, Эйкман был убеждённым поклонником и последователем Фрейда, что также проявилось в его творчестве. О своём отце сам Эйкман говорил так: самый странный из людей, которых я когда-либо встречал.
Эйкман закончил не слишком престижную частную школу и отказался от намерения поступить в Оксфорд, чтобы не напрягать скудные финансовые ресурсы отца. Его юность прошла в обстановке бедности, часто граничившей с нищетой. В 1941 году он получил по наследству от отца небольшой ежегодный доход. Во время войны Эйкман женился на Эдит Рэй Грегорсон (англ. Edith Ray Gregorson), также писательнице, авторе нескольких детских книг. Совместно с женой они открыли небольшое литературное агентство.  В эти же годы мать Эйкмана погибла в Лондоне во время немецкой бомбёжки.
В 1946 году Роберт и Эдит Эйкман, а также Том Ролт и его жена Анжела организовали благотворительное общество Ассоциация внутренних водных путей. Задачей ассоциации было содействие в сохранении и восстановлении английских рек и каналов. Ассоциация добилась серьёзных успехов на этом поприще, и Эйкман приобрёл определённую известность как общественный деятель. В 1957 году брак с Эдит распался. О ней известно, что она стала монахиней англиканского монастыря в Оксфорде. О последующей личной жизни самого Эйкмана информации практически нет.
Роберт Эйкман скончался 26 февраля 1981 года от рака.

## Творчество
В 40-е годы Эйкман много сотрудничает с рядом изданий как кино- и театральный критик.
Первой книгой Эйкмана был массивный трактат «Панацея», оставшийся неопубликованным; в нём Эйкман предлагал своё решение всех основных проблем XX века. Рукопись книги хранится в архиве Эйкмана в университете штата Огайо, США.
В 1951 году Эйкман совместно с Элизабет Джейн Говард выпустил сборник «Сумрак нас зовёт» (We Are for the Dark; название — цитата из «Антония и Клеопатры»). Книга состояла из шести рассказов, авторство которых не было обозначено; только много лет спустя стало известно, что три принадлежали перу Эйкмана, и три — его соавтору. Сборник считается[кем?] ныне важной вехой в развитии жанра, обозначившей переход от сдержанных, классических образцов викторианской и эдвардианской мистики к современному литературному хоррору с его ярко выраженными иррациональными и сюрреалистическими элементами. Книга открывалась рассказом Эйкмана «Поезда» (The Trains), одним из самых известных и в некотором смысле программным для автора.
В 1966 году Эйкман издал автобиографическую книгу «Попытка спасения» (The Attempted Rescue), которая в большей степени рассказывает о воспитании чувств и формировании характера, чем о событиях личной жизни, и описывает события вплоть до начала Второй мировой войны.
Второй сборник рассказов Эйкмана, «Тёмные записки» (Dark Entries) вышел в 1964 году. За ним последовали сборники «Сила тьмы» (Powers of Darkness, 1966), «Таинство» (Sub Rosa, 1968), «Холодная рука в моей руке» (Cold Hand in Mine, 1975), «Истории о любви и смерти» (Tales of Love and Death, 1977), «Вторжения» (Intrusions, 1980) и «Ночные голоса» (Night Voices, 1985).
Вышедший в США сборник «Черти на полотне» (Painted Devils, 1979) содержал переработанные автором версии некоторых более ранних рассказов.
Помимо рассказов, у Эйкмана есть также два изданных романа — «Поздние завтраки» (The Late Breakfasters, 1964) и «Макет» (The Model, 1987). После смерти Эйкмана осталось большое количество неизданных произведений, в том числе пьес для театра. С 1964 по 1972 год Эйкман выпустил в издательстве Fontana восемь томов The Fontana Book of Great Ghost Stories, которые в сумме образуют наиболее полную и представительную антологию жанра ghost story. Ко всем томам, кроме шестого, Эйкман написал предисловия, которые могут служить своего рода авторским комментарием к его собственному творчеству.

## Авторский стиль
Рассказы Эйкмана, за единичными исключениями, никогда не были основаны на традиционных для жанра мифологиях (вампиры, чудовища, призраки умерших и т. д.) Вместо этого он черпал вдохновение в тех свойствах мира, которые считал основополагающими: зыбкость, непознаваемость, враждебность по отношению к человеку. Некоторые его рассказы построены вокруг какого-либо аспекта бытия (как, например, красота, сон, детство, старость, путешествие, и т. п.) таким образом, что минимальный, аллюзивный сюжет раскрывает незнакомые, аномальные и пугающие стороны затронутого явления. При этом автор никогда не предлагает читателю завершённую картину и логичное закругление сюжетных линий. Эйкман с лёгкостью опускает любые элементы повествования, будь то завязка, кульминация или развязка, нисколько не теряя при этом — и даже выигрывая — в эффектности и эмоциональном воздействии. Он блистательно использует типично английский приём недоговорённости (understatement) для того, чтобы поставить под сомнение рациональную организацию вселенной. Вместо того, чтобы играть на конкретных и привычных страхах, Эйкман виртуозно подводит читателя к внезапному ощущению незнакомства с миром и его повседневными объектами, ощущению того, что он называет the fundamental wrongness of things around us. И хотя некоторые критики упрекали Эйкмана в чрезмерной размытости и загадочности финалов, его тексты никогда не были произвольно туманными: за всеми недоговорённостями, всеми оборванными линиями стоят авторская воля и убеждённость, которые не дают повествованию скатиться к бледным абстракциям.
Рассказы Эйкмана настолько своеобразны, что любые попытки подражать ему, как правило, были неудачными. Отчасти, возможно, это объясняется тем, что его смелый отказ от рациональной картины мира сочетается с крайне элегантным, ровным, классическим литературным стилем, характерным для уже ушедшей литературной эпохи. Из-за невозможности классификации его рассказов, а также из-за специфики короткого жанра, Эйкман добился при жизни известности лишь в относительно узком кругу читателей. Большинство его текстов остаются сегодня относительно труднодоступными, и его репутация является скорее культовой. Но при всей своей оригинальности, Эйкман не обособлен от развития литературы: его творчество укладывается в своего рода трансцендентную литературную традицию, в которой его предшественниками являются Уолтер де ла Мар и Оливер Аньонс, а последователями (в той или иной степени) — такие авторы, как М. Джон Гаррисон, Майкл Маршалл Смит, Джонатан Кэрролл.